# Aristea angustifolia
Aristea angustifolia är en irisväxtart som beskrevs av John Gilbert Baker. Aristea angustifolia ingår i släktet Aristea och familjen irisväxter.
Artens utbredningsområde är Madagaskar. Inga underarter finns listade i Catalogue of Life.